# 783 Nora
783 Nora è un asteroide della fascia principale del diametro medio di circa 40,02 km. Scoperto nel 1914, presenta un'orbita caratterizzata da un semiasse maggiore pari a 2,3424770 UA e da un'eccentricità di 0,2288856, inclinata di 9,32619° rispetto all'eclittica.
Il suo nome fa riferimento ad un personaggio di Casa di bambola, opera teatrale dello scrittore norvegese Henrik Ibsen.